# Dichelacera hartmanni
Dichelacera hartmanni är en tvåvingeart som beskrevs av David Fairchild och Philip 1960. Dichelacera hartmanni ingår i släktet Dichelacera och familjen bromsar. Inga underarter finns listade i Catalogue of Life.